# Stalgebouw van Paleis Soestdijk
De koninklijke Stallen van Paleis Soestdijk bij Paleis Soestdijk staan tegenover Paleis Soestdijk aan de Amsterdamsestraatweg 16 in Baarn. Het gebouw is uitgevoerd in neoclassicistische stijl. Boven de eerste bouwlaag is een afgeplat schilddak. In de symmetrische gevel bevinden zich drie dubbele, bewerkte deuren. Een bepleistering omvat de middelste deur. 
Om de rijtuigen en paarden door te kunnen laten werd de eerste bouwlaag hoog opgetrokken. De middenpartij wordt door een dakkapel met een klok en een lantaarn bekroond.  
De stallen werden gebouwd ter vervanging van een houten stalgebouw waarvan de rooilijn meer naar voren, dus dichter bij de Amsterdamsestraatweg liep.
Voorin was plaats voor de rijtuigen, de paarden stonden achterin. Verder zijn er poets- en tuigkamers, een dekenmagazijn, een smidse en een kantoor. De verdieping werd gebruikt als hooizolder, magazijn en woonruimte.

## Galerij

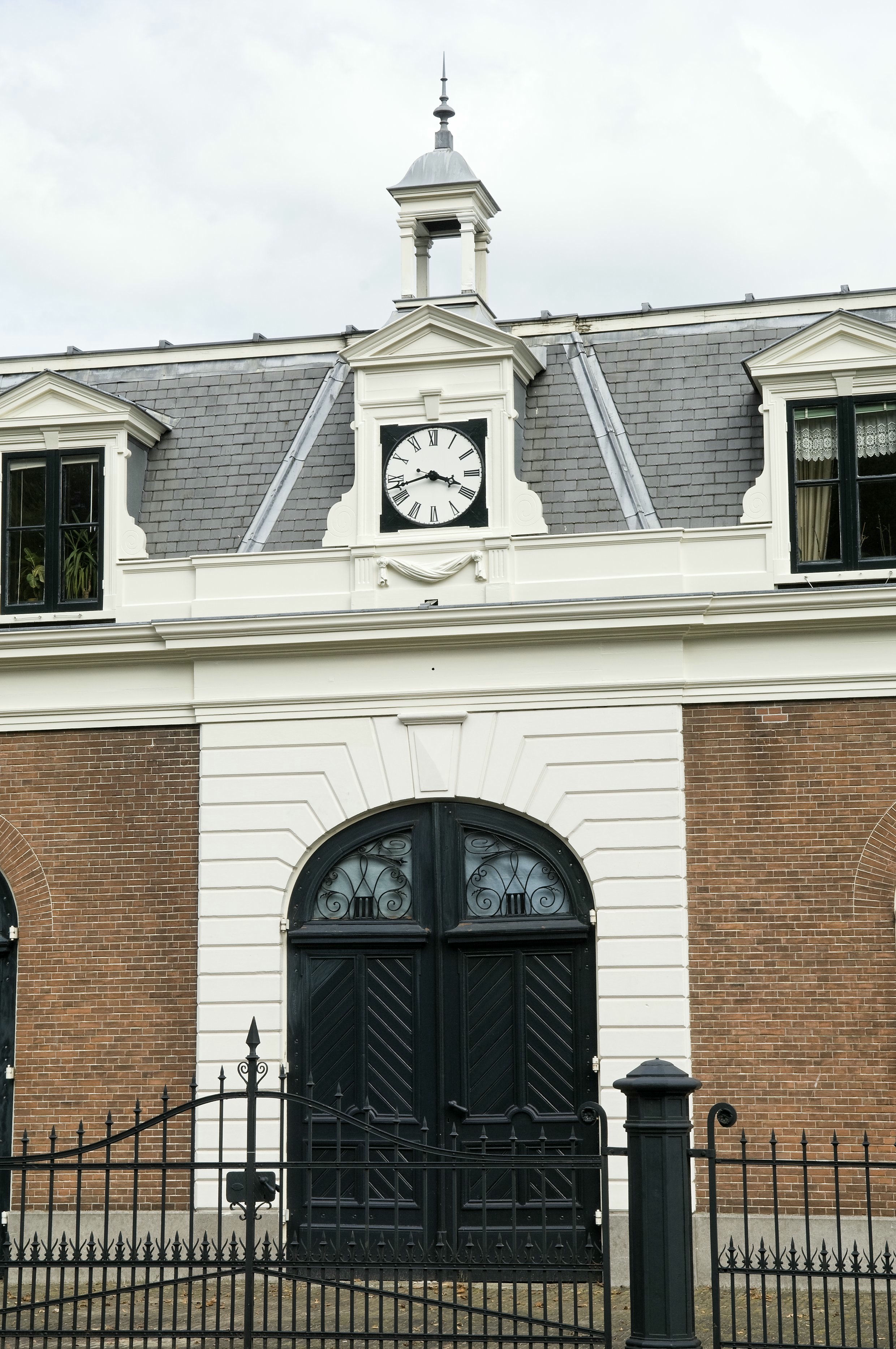
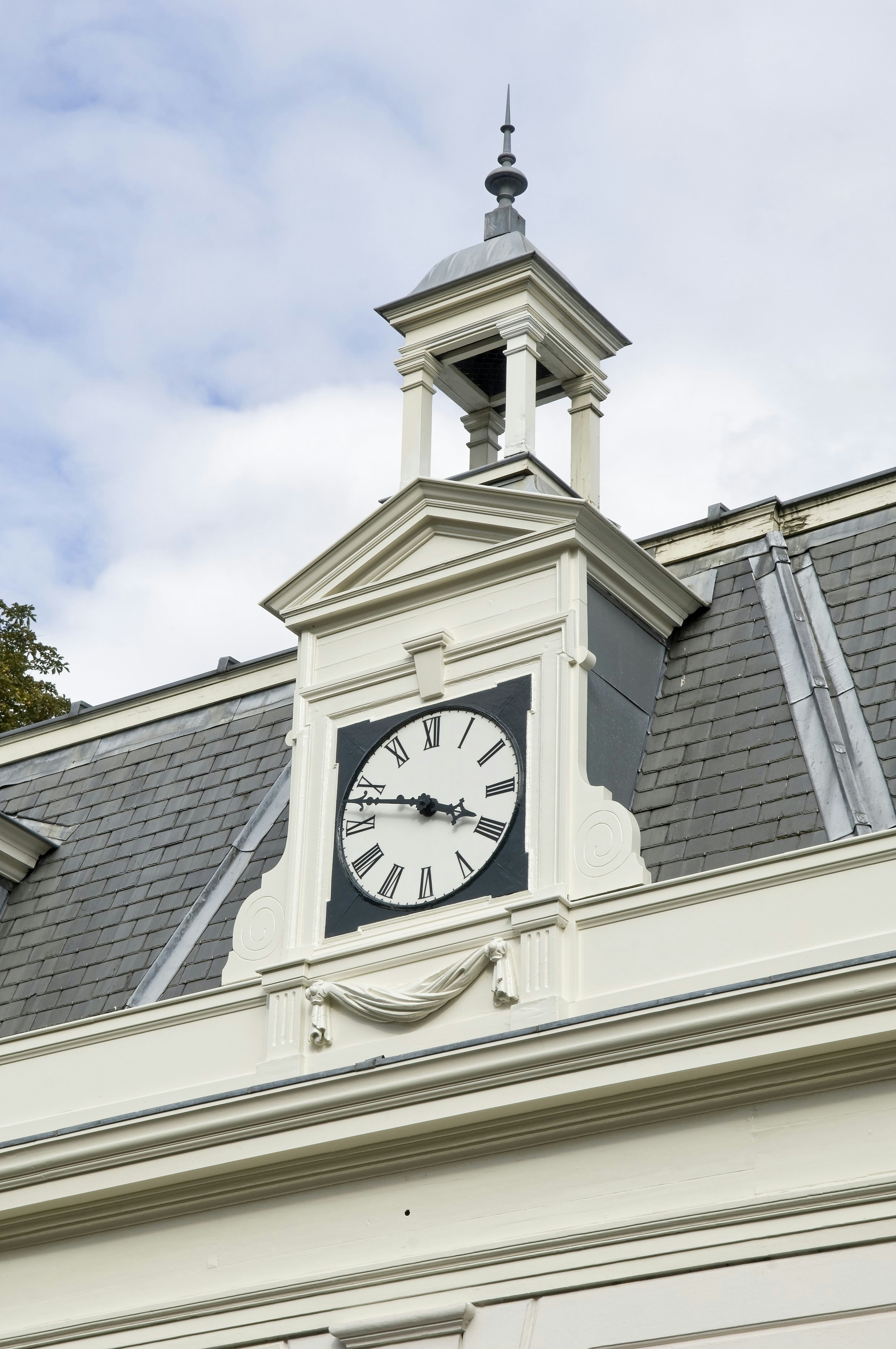
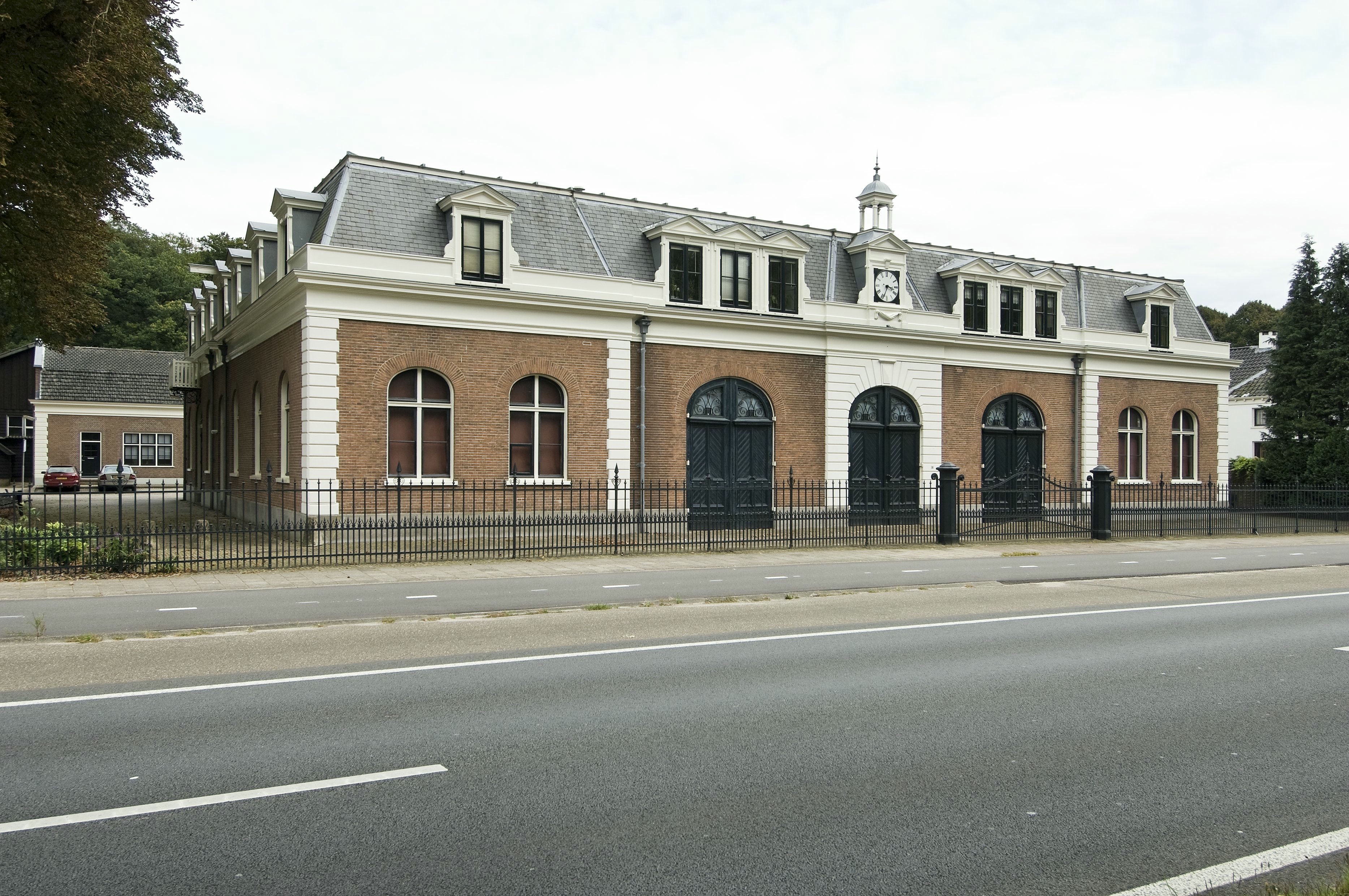
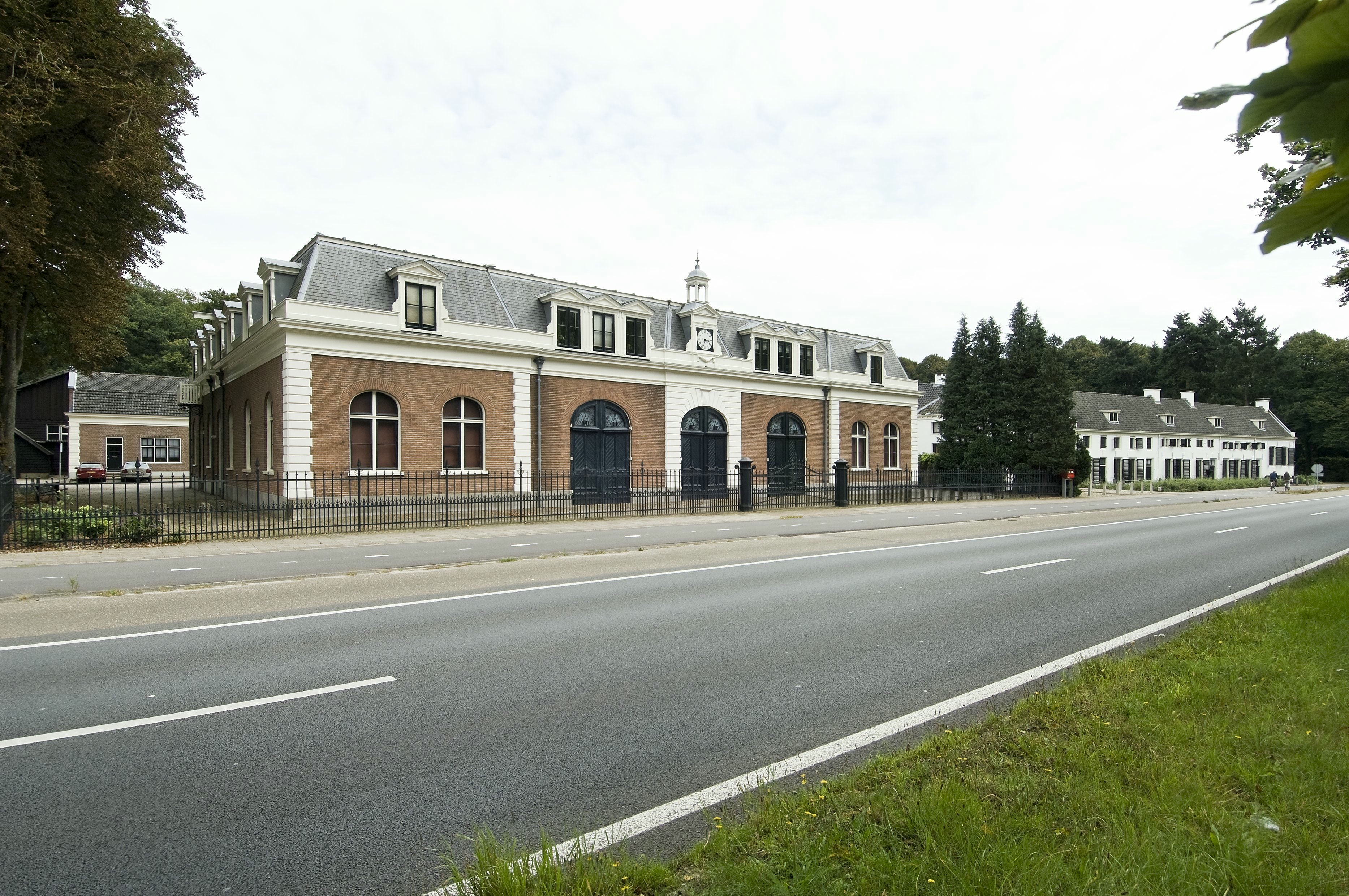
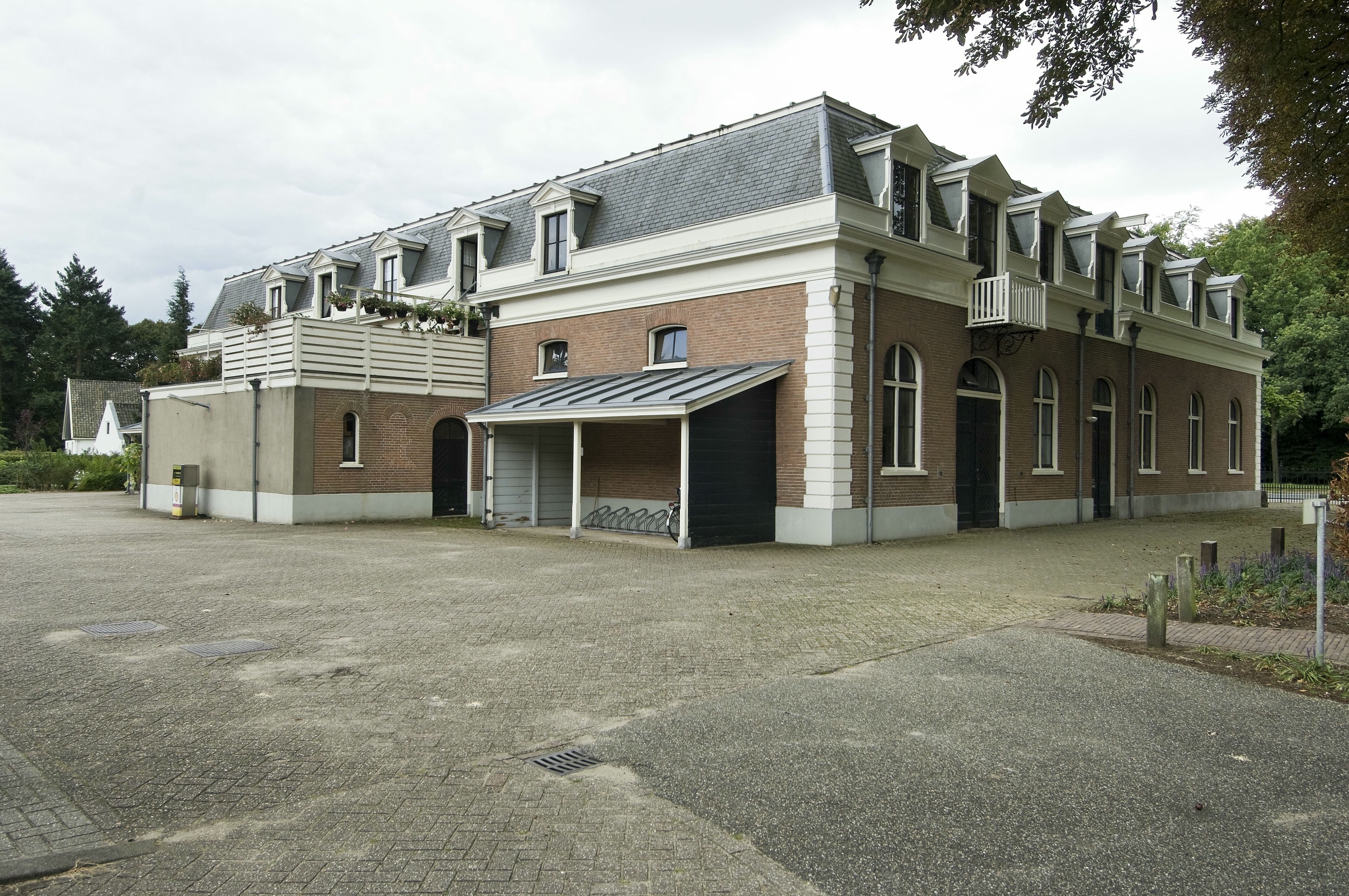
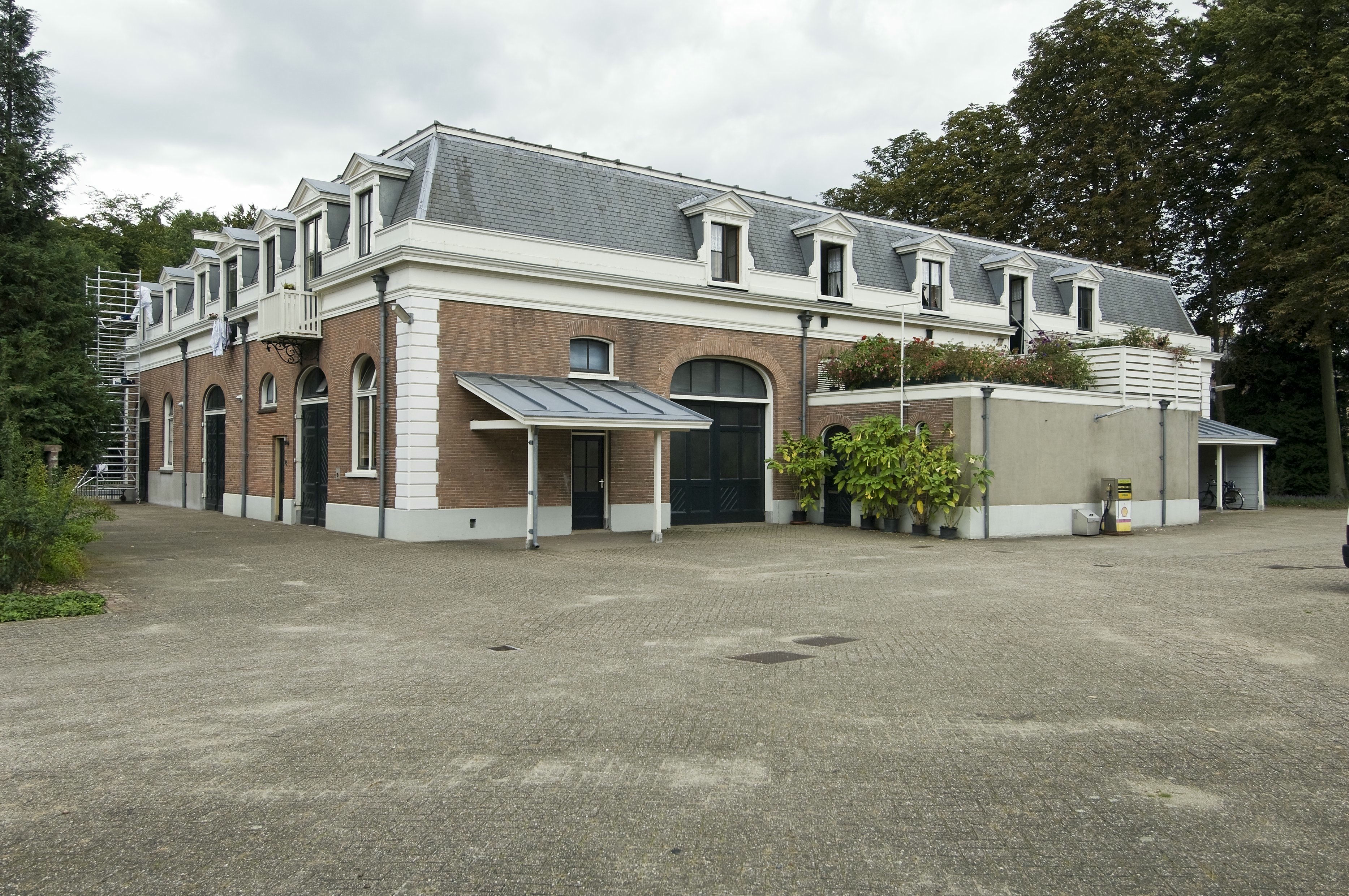